# Tryphon relator
Tryphon relator (лат.) — вид наездников-ихневмонид из подсемейства Tryphoninae.

## Распространение
Распространён в Центральной Европе, Финляндии, Швеции. На территории бывшего СССР встречается в России, Эстонии, Латвии и Литве.

## Описание
Передние крылья длиной 5—6,5 мм. Усиковые жгутики состоят из 30—32 сегментов.